# Норт-Оберн (Каліфорнія)
Норт-Оберн (англ. North Auburn) — переписна місцевість (CDP) в США, в окрузі Пласер штату Каліфорнія. Населення — 13 452 особи (2020).

## Географія
Норт-Оберн розташований за координатами 38°55′50″ пн. ш. 121°4′52″ зх. д. / 38.93056° пн. ш. 121.08111° зх. д. (38.930693, -121.081081).  За даними Бюро перепису населення США в 2010 році переписна місцевість мала площу 20,20 км², з яких 20,20 км² — суходіл та 0,01 км² — водойми.

## Демографія
Згідно з переписом 2010 року, у переписній місцевості мешкали 13 022 особи в 5080 домогосподарствах у складі 3090 родин. Густота населення становила 645 осіб/км².  Було 5539 помешкань (274/км²).
Расовий склад населення:
| - 85,1 % — білих - 2,3 % — азіатів - 1,3 % — корінних американців - 0,9 % — чорних або афроамериканців - 0,1 % — вихідців з тихоокеанських островів - 6,9 % — осіб інших рас |

До двох чи більше рас належало 3,5 %. Частка іспаномовних становила 16,2 % від усіх жителів.
За віковим діапазоном населення розподілялося таким чином: 21,0 % — особи молодші 18 років, 58,7 % — особи у віці 18—64 років, 20,3 % — особи у віці 65 років та старші. Медіана віку мешканця становила 42,5 року. На 100 осіб жіночої статі у переписній місцевості припадало 93,2 чоловіків;  на 100 жінок у віці від 18 років та старших — 92,7 чоловіків також старших 18 років.
Середній дохід на одне домашнє господарство  становив 66 802 долари США (медіана — 52 305), а середній дохід на одну сім'ю — 80 098 доларів (медіана — 64 107). Медіана доходів становила 50 723 долари для чоловіків та 41 953 долари для жінок. За межею бідності перебувало 13,6 % осіб, у тому числі 21,2 % дітей у віці до 18 років та 6,6 % осіб у віці 65 років та старших.
Цивільне працевлаштоване населення становило 5263 особи. Основні галузі зайнятості: освіта, охорона здоров'я та соціальна допомога — 24,9 %, науковці, спеціалісти, менеджери — 12,5 %, мистецтво, розваги та відпочинок — 11,4 %.